# Istituto regionale per il credito alla cooperazione
L'Istituto regionale per il credito alla cooperazione (IRCAC) è un ente pubblico economico della Regione Siciliana.  È persona giuridica pubblica, posta sotto la vigilanza dell'Assessorato della cooperazione del commercio, dell'artigianato e della pesca, oggi Assessorato regionale delle Attività produttive, per la promozione, l’incremento, il potenziamento della cooperazione in Sicilia e la possibilità di favorire lo sviluppo internazionale delle imprese cooperative in ambito Euromediterraneo ed in particolare con i paesi della sponda sud del Mediterraneo.
Sempre alla Regione attraverso leggi regionali spetta la determinazione della tipologia delle operazioni di credito e del relativo tasso d'interesse.

## Storia
Venne istituito dall'Assemblea regionale siciliana con legge regionale n.12 del 7 febbraio 1963. All’atto della sua costituzione il patrimonio dell'Istituto era costituito da un "Fondo di dotazione" apportato dalla Regione Siciliana.
Dal 2004 al 2017 è guidato da Antonio Carullo, nominato da diversi presidenti della Regione.
Nel 2011 è stata avviata la convenzione fra l'Ircac e la Federazione siciliana delle Banche di Credito Cooperativo che associa in Sicilia ventinove BCC, per il contributo interessi alle cooperative che ottengono finanziamenti dalle banche aderenti a quel sistema.
Fra le pubblicazioni di recente realizzate dall'Ircac (oltre alla rivista ufficiale, nata nel 1986, ora anche on-line), in collaborazione con le centrali cooperative, due utili opuscoli: la "Guida all'imprenditoria cooperativa", realizzata d'intesa con Legacoop Sicilia e la "Guida all'internazionalizzazione delle cooperative siciliane", realizzata con Unicoop Sicilia.
L'IRCAC possiede la partecipazione al capitale sociale della Siciliana Finanziaria S.p.A. in liquidazione SICILFIN.
Nel 2016 sono 55 i dipendenti di Ircac che si trovano nella sede di Palermo con un costo del personale pari a 4,8 mln di euro.  Secondo i dati dell’ufficio di Vigilanza della Regione, ircac a fronte di 69 milioni di posizioni di ammortamento in bonis ha 309  milioni di posizioni in ammortamento deteriorate. 
Nel giugno 2018 con una legge regionale approvata all'Ars vine prevista la fusione dell'istituto con un altro ente economico regionale, la CRIAS (Cassa Regionale per il Credito alle Imprese Artigiane Siciliane), nell'Irca, l’Istituto regionale per il credito agevolato. 

## Funzioni
La funzione fondamentale dell’IRCAC è  di favorire lo sviluppo delle imprese cooperative operanti in Sicilia mediante la concessione del credito di esercizio a 24 mesi, anche per lo start-up d’impresa, del credito a medio termine di durata non superiore a  15 anni finalizzato ad investimenti produttivi, del credito a  medio termine (ai sensi dell’articolo 14 della L.R. n. 36/1991) destinato alla ricapitalizzazione societaria, del contributo interessi sulle operazioni di credito effettuate da aziende bancarie e  sulle operazioni di leasing  con le società convenzionate, nonché mediante operazioni di finanziamento disposte da leggi speciali quali la legge regionale n.95/1977 per il finanziamento delle cooperative edilizie, le leggi n.37/1978 e n.125/1980 per il finanziamento delle cooperative giovanili.
Accanto a tale fondo (che costituisce quello che per le società commerciali è il capitale sociale) vi erano un fondo di garanzia (poi divenuto fondo di rotazione), incrementato di volta in volta dalle leggi regionali che si sono succedute nel tempo, nel quale affluivano gli utili e le perdite derivanti dalle suddette operazioni.
Tale impostazione, prevista originariamente dall’articolo 3 della L.R. n.12/1963, è  stata modificata sostanzialmente dalla normativa intervenuta successivamente.
In particolare, con l’articolo 63 della L.R. n.6/1997 per gli interventi previsti dalla vigente normativa sul credito agevolato in favore delle cooperative, è stato costituito presso l’IRCAC il  "Fondo unico a  gestione separata", in cui sono confluite le disponibilità di diversi fondi a gestione separata, soppressi sia con la stessa norma sia con le modifiche introdotte con l’articolo 12 della L.R. n.5/1998 e con l’articolo 55 della L.R. n.10/1999 che hanno stabilito la confluenza nel superiore Fondo unico di altri fondi, tra cui quelli di cui all’articolo 3 della L.R. n.12/1963, ad eccezione del "Fondo di dotazione e delle riserve".

## Finalità
L’IRCAC svolge attività di sviluppo della cooperazione siciliana attraverso la concessione di aiuti alle imprese sotto forma di finanziamenti agevolati per investimenti produttivi, per attività promozionali e di marketing, per la copertura del fabbisogno finanziario di esercizio, per la capitalizzazione delle società cooperative; provvede, in favore delle cooperative, alla concessione di contributi interessi sui finanziamenti bancari e sulle operazioni di leasing accordati da società convenzionate con l’Istituto; interviene in favore di tutte le PMI operanti in Sicilia attraverso la concessione di aiuti previsti da speciali disposizioni di legge.
L'attività dell'IRCAC spazia dall'agricoltura alla pesca, dall'edilizia al consumo, dal trasporto alla produzione e lavoro, ai servizi.

## Organi dell'Ente
L'Istituto è amministrato da un consiglio di amministrazione, composto dal presidente, che ne ha la rappresentanza legale, e da sei membri (oltre tre rappresentanti delle maggiori organizzazioni sindacali dei lavoratori con voto consultivo), nominati con decreto del presidente della Regione. Il direttore generale è l’organo cui lo statuto attribuisce la direzione e la gestione dell’ente sulla base delle disposizioni impartite dal presidente e dal consiglio di amministrazione.

## Attività svolte
In 50 anni (1963-2015) l'Istituto ha approvato 12.884 delibere di finanziamento nei confronti di cooperative e loro consorzi per un ammontare complessivo di 3 miliardi e 265 milioni di euro. Sono stati approvati:
- 1.869 crediti di esercizio per un totale di 99.449.993,00 euro,
- 1.761 crediti a medio termine per un ammontare complessivo di 558.519.056,00 euro;
- 756 leasing agevolati per un totale di 25.974.129,00 euro;
- 470 operazioni di contributo a fondo perduto per una somma di 95.534.808,00 euro;
- 2.787 contributi interessi per finanziamenti provenienti dal sistema bancario di 626.255.604,00 euro in virtù della legge 12/1963 istituiva dell'IRCAC
- 4.903 pratiche di contributo interessi con legge 13/1986 (non più operativa) per un finanziamento complessivo dal sistema bancario di 1 miliardo e 860 milioni di euro.
- l'IRCAC ha consentito la costruzione di 6893 alloggi in cooperativa con il finanziamento di 338 cooperative edilizie in tutto il territorio siciliano.